# Royaume d'Israël (monarchie unifiée)
 (août 2020).
Si vous disposez d'ouvrages ou d'articles de référence ou si vous connaissez des sites web de qualité traitant du thème abordé ici, merci de compléter l'article en donnant les références utiles à sa vérifiabilité et en les liant à la section « Notes et références ».
1020 av. J.-C. – 930 av. J.-C.
Entités précédentes :
- Tribus d'Israël

Entités suivantes :
- Royaume de Juda
- Royaume d'Israël

Le royaume d'Israël (ou la monarchie unifiée d'Israël et Juda, pour le distinguer du Royaume du Nord également appelé Royaume d'Israël) est un royaume présenté dans la Bible hébraïque comme à l'origine des royaumes d'Israël et de Juda. Selon le récit biblique, il s'agit d'un grand royaume proclamé par les Israélites vers 1050 av. J.-C.. Il fait suite à l'époque des Juges d'Israël. La recherche moderne a remis en cause la nature et l'étendue de ce royaume, les modalités de l'émergence de la monarchie israélite sont discutées.

## Le royaume d'Israël selon la Bible

### Sources
À partir des livres de la Bible hébraïque, il est possible d'écrire l'histoire que les rédacteurs de l'Ancien Testament ont voulu donner du royaume d'Israël. Les livres le concernant sont principalement ceux de l'histoire deutéronomiste :
- le premier livre de Samuel relate l'instauration de la royauté dans l'ancien Israël et le règne du roi Saül.
- le deuxième livre de Samuel décrit le règne du roi David.
- le premier livre des Rois évoque le règne de Salomon, sa succession, et le schisme, c'est-à-dire la division du royaume unifié en deux royaumes distincts : celui d'Israël et celui de Juda[1].

### Règne de Saül
Selon la Bible, le peuple souhaite avoir un roi « comme les autres peuples » et Dieu, par l'intermédiaire du prophète Samuel, accepte le principe de roi choisi par lui (Premier Livre de Samuel, chap. 8). Saül, issu de la tribu de Benjamin, est désigné "roi d'Israël" par Dieu lui-même qui mandate le prophète Samuel à cet effet. Saül réunifie les douze tribus et règne sur le peuple d'Israël. Son action est essentiellement militaire. Il lutte contre les Philistins. Ayant reçu ordre de la bouche du prophète Samuel de détruire le peuple d'Amalek, il épargne leur roi et sera destitué pour cette énorme faute d'avoir désobéi aux ordres de Dieu. Il entre en conflit avec David qui a été secrètement oint par Samuel sur l'ordre de Dieu. David ne lui succède officiellement qu'à sa mort.

### Règne de David
De 1010 à 970 av. J.-C., David est roi des 12 tribus d'Israël après la mort de Saül. Il est lui-même issu de la tribu de Juda. Son long règne permet, au prix de nombreuses guerres, d'agrandir le royaume, de le pacifier et de conquérir la ville dont il fait sa capitale: Jérusalem (plus exactement la « cité de David »). L'arche d'alliance y est transportée, mais il n'est pas autorisé à construire le Temple de Jérusalem qu'il souhaite dédier à Dieu.

### Règne de Salomon
De 970 à 931 av. J.-C., Salomon, fils de David, est roi d'Israël après une période de luttes entre les nombreux descendants de David. La cérémonie d'investiture de Salomon est préparée par son père qui l'a choisi parmi ses fils. Salomon amène le royaume à son apogée dans tous les domaines. Le pays s'enrichit par les échanges régionaux. Sur le plan religieux, Salomon construit le premier Temple de Jérusalem, dit Temple de Salomon : sa construction dure sept ans, sous la forme rectangulaire de 50 m sur 30 m environ. Hiram Ier, roi de Tyr (dans l'actuel Liban) et ami de Salomon, fournit les ouvriers et le cèdre. Vers la fin de son règne, le peuple reproche à Salomon de percevoir des impôts trop lourds.

### La division en deux royaumes
Cette animosité, utilisée par Jéroboam, provoquera, après la mort de Salomon, le schisme entre Juda et Israël.

## Histoire
À partir des années 1980, le récit biblique d'un grand royaume a été remis en question. Il a longtemps été accepté sur la base d'une attribution de diverses constructions, notamment des portes urbaines à Hazor, Gezer et Megiddo, à l'époque de Salomon, qui a été depuis remise en question parce qu'il n'y a pas de trace assurée qu'une construction politique élaborée ait existé à cette période. Certains archéologues prétendent identifier des traces de la monarchie unifiée à Jérusalem dans la Cité de David, ou bien à Khirbet Qeiyafa, mais cela est débattu. Les historiens et archéologues discutent également quant à savoir si l'expédition que mène le roi égyptien Shéshonq Ier au Levant méridional vers 925 av. J.-C., évoquée par ses propres inscriptions ainsi que la Bible, pourrait avoir causé des destructions identifiées sur plusieurs sites dont Megiddo, et éventuellement avoir eu pour but d'attaquer le royaume d'Israël parce qu'il était jugé trop puissant. Les positions diffèrent grandement entre ceux qui préservent l'idée d'un grand royaume prospère, ceux qui considèrent qu'il s'agissait d'un petit royaume sans structures politiques élaborées, et ceux qui estiment qu'il n'y a jamais eu de monarchie unifiée, mais qu'il s'agit d'une invention provenant du royaume de Juda et des cercles de Jérusalem, dans le but de prétendre à une primauté sur le royaume d'Israël. Les chercheurs considèrent généralement que les débuts de la monarchie israélite au Xe siècle av. J.-C. ont été modestes, avec un petit royaume probablement centré sur Jérusalem et s'étendant peut-être sur les hautes terres d'Israël et de Juda,,,. La description d'un grand royaume unifié résulte d'une construction théologique de l'historiographie deutéronomiste : dès lors que le royaume respecte l'alliance avec le dieu d'Israël, il est victorieux, uni et prospère. À l'inverse, la division entre les royaumes d'Israël et de Juda est perçue comme un déclin consécutif de l'infidélité.
Cependant, les chercheurs Avraham Faust et Zev Farber ont récemment soutenu que la monarchie unifiée était un mini-empire historique et que des preuves archéologiques et des traditions bibliques anciennes attestent de son émergence aux XIe et Xe siècles av. J.-C.